# Hoya cagayanensis
Hoya cagayanensis är en oleanderväxtart som beskrevs av Rudolf Schlechter och C. M. Burton. Hoya cagayanensis ingår i släktet Hoya och familjen oleanderväxter. Inga underarter finns listade i Catalogue of Life.